# Vicky Messica
Vicky Messica est un acteur, interprète de poésie, directeur de théâtre et metteur en scène français, né le 10 février 1939 à Tunis et mort le 11 novembre 1998 dans le 13e arrondissement de Paris.

## Biographie

### Origines
Victor Itro Messica naît le 10 février 1939 à Tunis,, alors dans le protectorat français de Tunisie.

### Carrière
En 1982, Vicky Messica crée sa propre salle, le théâtre Les Déchargeurs, situé rue des Déchargeurs dans le quartier des Halles à Paris.

### Mort
Vicky Messica meurt le 11 novembre 1998 à Paris 13e,,. Il est inhumé au cimetière du Père-Lachaise (division 14).

## Filmographie sélective

### Cinéma
- 1972 : Jeux pour couples infidèles de Jean Desvilles : le designer
- 1973 : Les Anges de Jean Desvilles
- 1974 : Stavisky : le régisseur
- 1975 : Le Sexe qui parle de Claude Mulot : Richard Sadler
- 1976 : Silence... on tourne de Roger Coggio : César
- 1976 : Le Guêpier de Roger Pigaut : Vava
- 1976 : Les Petits Dessous des grands ensembles de Christian Chevreuse : Ruder, le cinéaste voyeur
- 1984 : La Garce de Christine Pascal : le contremaître Nando
- 1988 : Bernadette de Jean Delannoy : le cousin Sajous
- 1989 : Marquis de Henri Xhonneux : Dom Pompero (voix)
- 1996 : For Ever Mozart de Jean-Luc Godard : Vicky, le metteur en scène

### Télévision
- 1969 : Laure (série)
- 1975 : Saint-Just ou la Force des choses : Marat
- 1976 : Trois de cœur (série) : Gros-nez
- 1985 : Les Enquêtes du commissaire Maigret, épisode : Le Revolver de Maigret de Jean Brard
- 1997 : Julie Lescaut, saison 6, épisode 5 : Mort d'un petit soldat de Charlotte Brändström : Legen
- 1998 : Marceeel !!!

## Poésie
Vicky Messica a participé à l’émission de poésie de Jean-Pierre Rosnay Le Club des poètes.
Il est l'interprète de Blaise Cendrars, notamment La Prose du Transsibérien et de la petite Jehanne de France ou Les Pâques à New York.

## Enregistrements
- Confrontation Orgue et Poésie, improvisations à l'abbaye de Fécamp, Dominique Preschez interprète ses œuvres, Yves Lemoine dit par Vicky Messica, disque 33 tours 01YLDP72.500 Stéréo/Lemoine éditeur.
- Blaise Cendrars et 11 poètes pour demain par Vicky Messica, disque 33 tours, 36103, D.M.F.

## Théâtre

### Comédien
- 1976 : Bajazet de Jean Racine, mise en scène Stéphan Boublil, Studio d'Ivry
- 1977 : Décret secret de Pedro Vianna, mise en scène Claude Mercutio, théâtre de la Vieille-Grille

### Metteur en scène
- 1985 : Les Fils du soleil, de Christopher Hampton (pièce non éditée)